# Jenins
Jenins (rétorománsky Gianin) je obec ve švýcarském kantonu Graubünden, okresu Landquart. Nachází se v údolí Rýna, asi 16 kilometrů severně od Churu v nadmořské výšce 635 metrů. Žije zde 886 obyvatel.

## Geografie
Obec se nachází na suťovém vějíři Teilerrüfi na úpatí hory Vilan na pravé straně údolí Rýna. Z celkové rozlohy obce 10,5 km² lze 504 ha využít pro zemědělství (částečně alpské zemědělství, částečně orná půda a 87 ha vinic). Dalších 421 ha pokrývají lesy a lesní porosty. Ze zbývajících 87 ha tvoří neproduktivní půda (většinou hory) a 38 ha je zastavěná plocha. Nad Jeninsem se nachází zřícenina hradu Neu-Aspermont.
Jenins sousedí s obcemi Maienfeld, Malans a Seewis im Prättigau.

## Historie

Pohled na Jenins (1954)

Jenins je poprvé zmiňován v roce 1139 jako Uienennes. V roce 1142 se pak uvádí jako Gininnes.
V roce 1803 se Jenins stal výsostnou obcí vrchnostenského soudu v Maienfeldu. Kostel Svatého Mořice byl nepřímo zmíněn v roce 1209 a přímo v roce 1330. Kolatura náležela pánům z Neu-Aspermontu, prezidium diecézi Chur a od roku 1536 Třem konfederacím (Drei Bünde). Reformace v obci proběhla roku 1540, germanizace pak postupně od 14. do 16. století. Roku 1914 byla v obci postavena malá vodní elektrárna, jež pokryla veškerou spotřebu obce. Vzhledem k rostoucí spotřebě se však její podíl na dodávané elektřině do obce snižuje.

## Obyvatelstvo

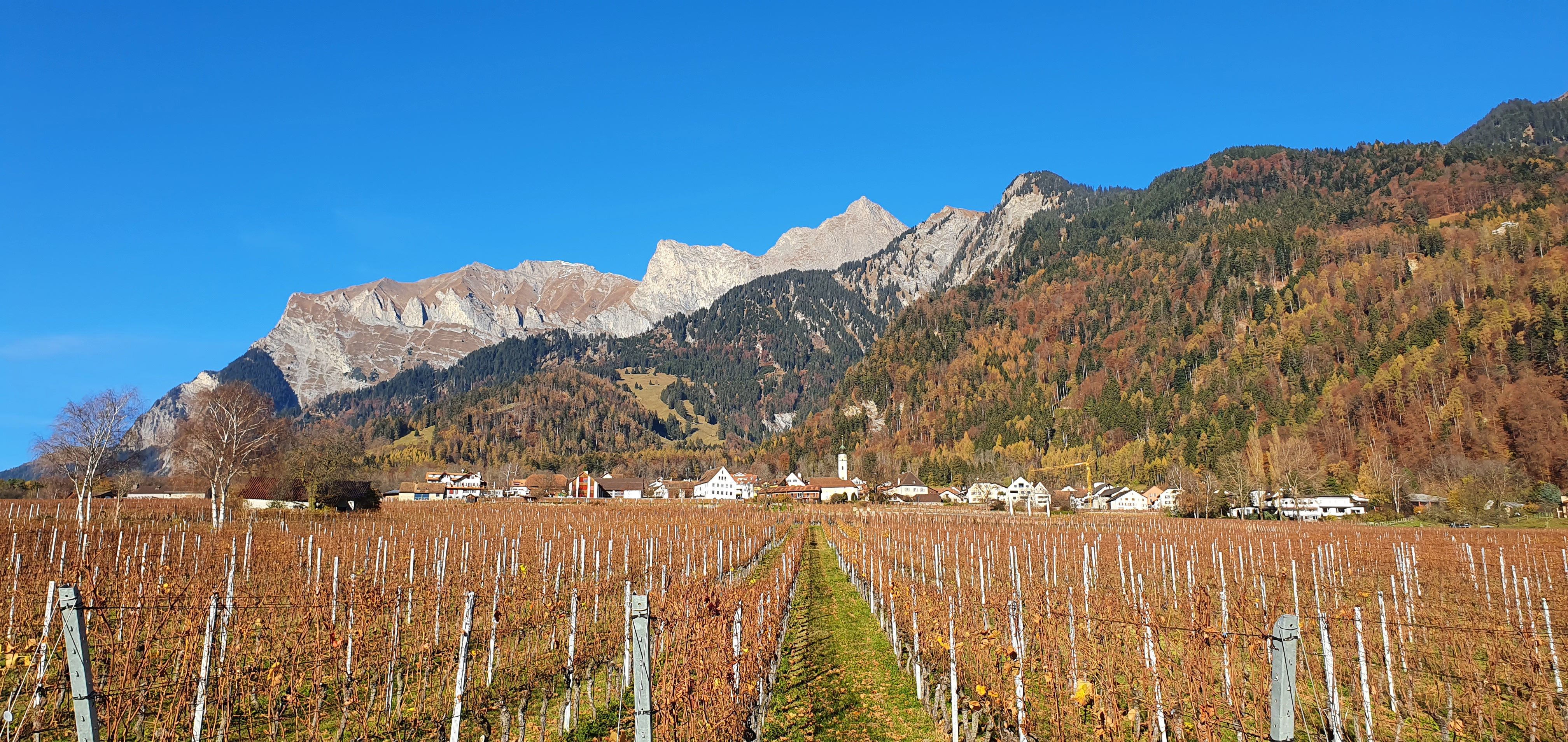
Vinice v okolí Jenins na podzim

| Rok            | 1860 | 1900 | 1930 | 1950 | 1960 | 1970 | 1980 | 1990 | 2000 | 2010 | 2019 |
| Počet obyvatel | 503  | 405  | 432  | 461  | 398  | 468  | 604  | 656  | 780  | 851  | 895  |

## Hospodářství
Jenins je tradičně zemědělskou, zejména vinařskou obcí. Pěstují se zejména odrůdy Müller Thurgau a Rulandské modré.

## Doprava
Jenins leží mimo hlavní dopravní tahy, jediným spojením do obce je místní silnice, vedoucí z Malans přes Jenins do Maienfeldu. Po této silnici také obec obsluhuje regionální autobusová linka Postauto.